# Marshall County, West Virginia
Marshall County är ett county i norra delen av den amerikanska delstaten West Virginia. Den administrativa huvudorten (county seat) är Moundsville.

## Geografi
Enligt United States Census Bureau har countyt en total area på 809 km². 795 km² av den arean är land och 13 km²  är vatten.

### Angränsande countyn
- Ohio County - nord
- Washington County, Pennsylvania - nordöst
- Greene County, Pennsylvania - öst
- Wetzel County - syd
- Monroe County, Ohio - sydväst
- Belmont County, Ohio - nordväst

### Städer och samhällen
- Benwood
- Cameron
- Glen Dale
- McMechen
- Moundsville
- Wheeling (delvis i Ohio County)